# Beaumont-le-Hareng
Cet article concerne la commune de Seine-Maritime. Pour les articles homonymes, voir Beaumont.
Beaumont-le-Hareng est une commune française située dans le département de la Seine-Maritime en région Normandie.

## Géographie

### Localisation
La commune est située dans le pays de Bray.
| La Crique      | Rosay              |             |
| Grigneuseville | Beaumont-le-Hareng | Saint-Saëns |
|                | Cottévrard         |             |

### Hydrographie
La commune est située dans le bassin Seine-Normandie. Elle est drainée par le Hareng,.

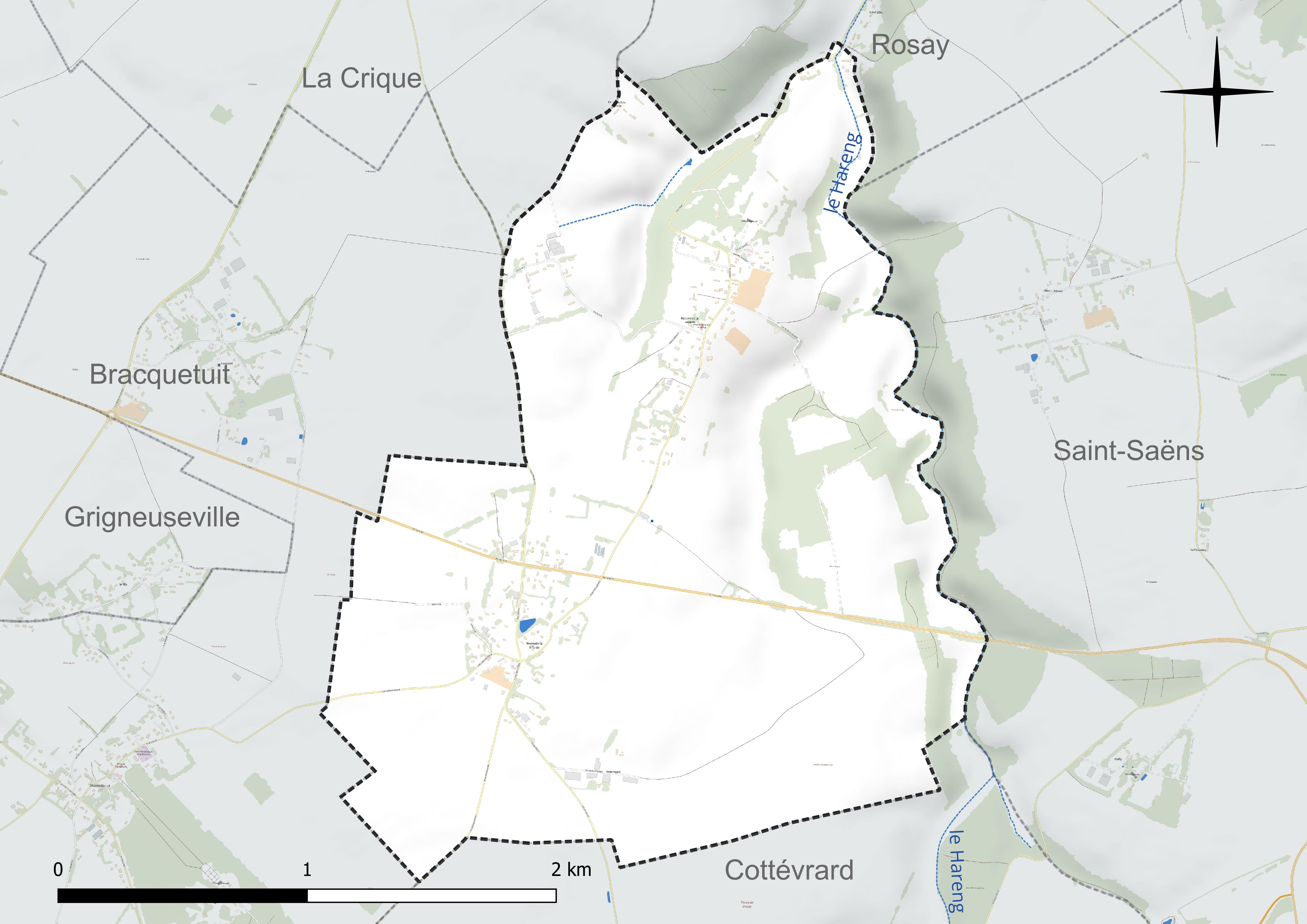
Réseau hydrographique de Beaumont-le-Hareng.

### Climat
Pour des articles plus généraux, voir Climat de la Normandie et Climat de la Seine-Maritime.
En 2010, le climat de la commune est de type climat des marges montargnardes, selon une étude du CNRS s'appuyant sur une série de données couvrant la période 1971-2000. En 2020, Météo-France publie une typologie des climats de la France métropolitaine dans laquelle la commune est exposée à un climat océanique et est dans la région climatique Côtes de la Manche orientale, caractérisée par un faible ensoleillement (1 550 h/an) ; forte humidité de l’air (plus de 20 h/jour avec humidité relative > 80 % en hiver), vents forts fréquents. Parallèlement le GIEC normand, un groupe régional d’experts sur le climat, différencie quant à lui, dans une étude de 2020, trois grands types de climats pour la région Normandie, nuancés à une échelle plus fine par les facteurs géographiques locaux. La commune est, selon ce zonage, exposée à un « climat maritime », correspondant au Pays de Caux, frais, humide et pluvieux, légèrement plus frais que dans le Cotentin.
Pour la période 1971-2000, la température annuelle moyenne est de 10,3 °C, avec une amplitude thermique annuelle de 13,5 °C. Le cumul annuel moyen de précipitations est de 932 mm, avec 13,6 jours de précipitations en janvier et 8,7 jours en juillet. Pour la période 1991-2020, la température moyenne annuelle observée sur la station météorologique la plus proche, située sur la commune de Bouelles à 20 km à vol d'oiseau, est de 10,7 °C et le cumul annuel moyen de précipitations est de 838,4 mm,. Pour l'avenir, les paramètres climatiques de la commune estimés pour 2050 selon différents scénarios d’émission de gaz à effet de serre sont consultables sur un site dédié publié par Météo-France en novembre 2022.

## Urbanisme

### Typologie
Au 1er janvier 2024, Beaumont-le-Hareng est catégorisée commune rurale à habitat dispersé, selon la nouvelle grille communale de densité à sept niveaux définie par l'Insee en 2022.
Elle est située hors unité urbaine. Par ailleurs la commune fait partie de l'aire d'attraction de Rouen, dont elle est une commune de la couronne,. Cette aire, qui regroupe 317 communes, est catégorisée dans les aires de 200 000 à moins de 700 000 habitants,.

### Occupation des sols
L'occupation des sols de la commune, telle qu'elle ressort de la base de données européenne d’occupation biophysique des sols Corine Land Cover (CLC), est marquée par l'importance des territoires agricoles (91,5 % en 2018), une proportion identique à celle de 1990 (91,5 %). La répartition détaillée en 2018 est la suivante : 
terres arables (60,9 %), prairies (30,6 %), forêts (8,5 %). L'évolution de l’occupation des sols de la commune et de ses infrastructures peut être observée sur les différentes représentations cartographiques du territoire : la carte de Cassini (XVIIIe siècle), la carte d'état-major (1820-1866) et les cartes ou photos aériennes de l'IGN pour la période actuelle (1950 à aujourd'hui).

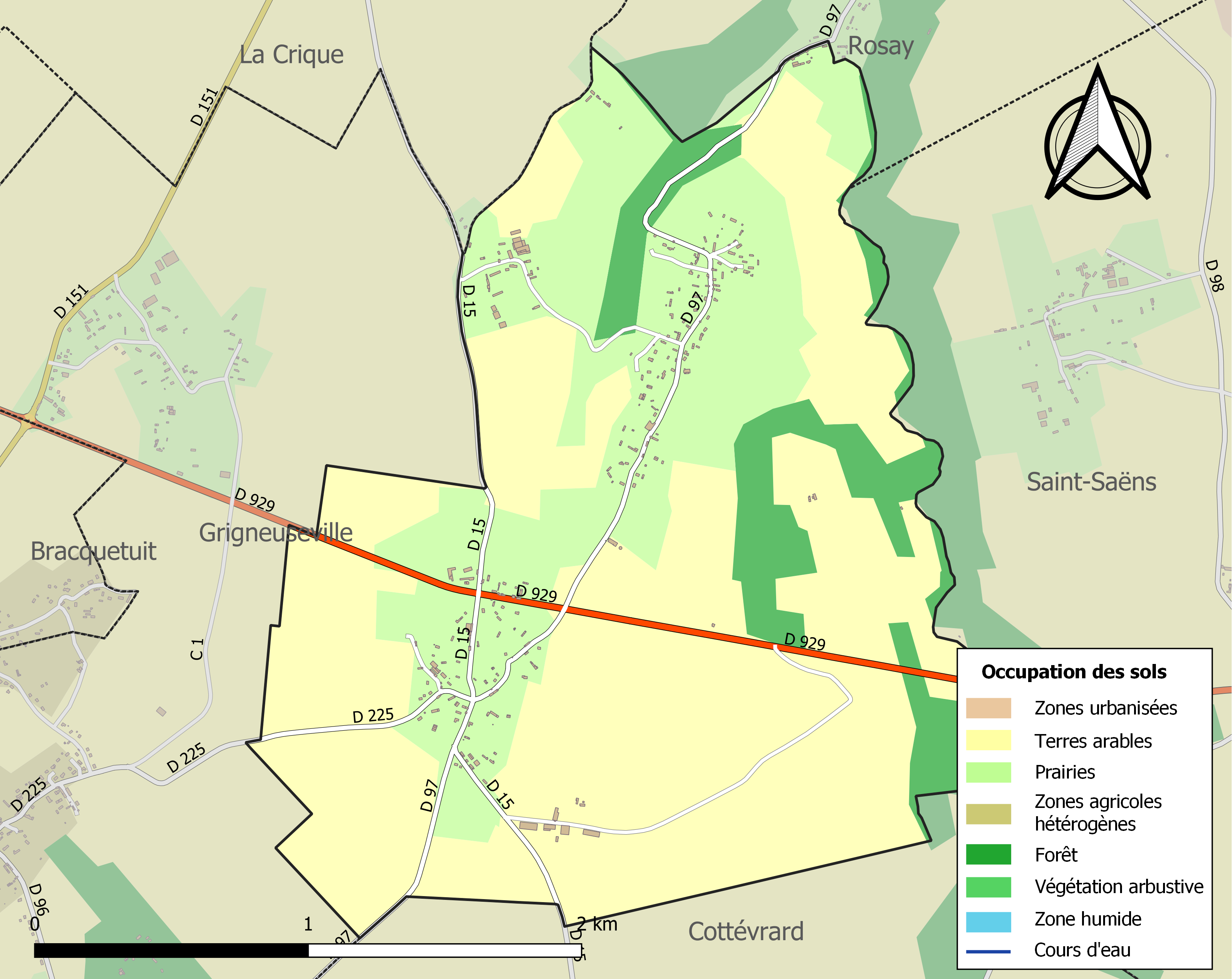
Carte des infrastructures et de l'occupation des sols de la commune en 2018 (CLC).

## Toponymie
Le nom de la localité est attesté sous la forme Bello Montem en 1137, Bellomontem en 1153, Beaumont le Harenc en 1431.

Le nom de la ville, Beaumont, est la contraction de « beau mont ». Le nom évoquerait sa situation dominante sur les vallées des environs.

Le qualificatif le Hareng est emprunté au nom d'anciens seigneurs, les Harenc, cités dès le XIIe siècle. Le même nom de famille se retrouve dans La Chapelle-Hareng.
Les formes anciennes de l'ancien nom de la commune, Beuzeville-la-Giffard, sont Ecclesia de Bosevilla ; Apud Bosevillam en 1137, Apud Bosunvillam XIIe s., Ecc. de Buesevilla 1175, Presb. de Bœsevilla 1230, Ecc. de Buesevilla v. 1240, Beusevilla 1337, Beusevilla-la-Guiffart 1461, Beuzevilla Guiffardi 1500, 1629 Beuzeville 1629, 1648, Saint-denis de Beuzeville-la-Giffard 1750.

## Histoire
La commune de Beuzeville-la-Giffard a été rattachée à celle de Beaumont-Le-Hareng par décret impérial du 6 septembre 1813.
Lors de la Seconde Guerre mondiale, le village a subi un bombardement le 27 février 1944.

## Politique et administration
| Période                                  | Période                    | Identité               | Étiquette | Qualité                                                                    |
| ---------------------------------------- | -------------------------- | ---------------------- | --------- | -------------------------------------------------------------------------- |
| Les données manquantes sont à compléter. |                            |                        |           |                                                                            |
| mars 2001                                | juin 2013                  | Marie-Claude Lemonnier |           | Décédée en fonctions Vice-présidente de la communauté de communes[Quand ?] |
| 14 septembre 2013                        | juillet 2020               | Guy Levesque           | SE        | Exploitant agricole                                                        |
| juillet 2020                             | En cours (au 11 août 2020) | Béatrice Fourneaux     |           |                                                                            |

## Démographie
L'évolution du nombre d'habitants est connue à travers les recensements de la population effectués dans la commune depuis 1793. Pour les communes de moins de 10 000 habitants, une enquête de recensement portant sur toute la population est réalisée tous les cinq ans, les populations de référence des années intermédiaires étant quant à elles estimées par interpolation ou extrapolation. Pour la commune, le premier recensement exhaustif entrant dans le cadre du nouveau dispositif a été réalisé en 2004.

En 2022, la commune comptait 259 habitants, en évolution de −3 % par rapport à 2016 (Seine-Maritime : +0,35 %, France hors Mayotte : +2,11 %).
| 1793 | 1800 | 1806 | 1821 | 1831 | 1836 | 1841 | 1846 | 1851 |
| ---- | ---- | ---- | ---- | ---- | ---- | ---- | ---- | ---- |
| 239  | 214  | 204  | 318  | 341  | 319  | 294  | 315  | 291  |

| 1856 | 1861 | 1866 | 1872 | 1876 | 1881 | 1886 | 1891 | 1896 |
| ---- | ---- | ---- | ---- | ---- | ---- | ---- | ---- | ---- |
| 287  | 257  | 246  | 222  | 238  | 232  | 219  | 238  | 225  |

| 1901 | 1906 | 1911 | 1921 | 1926 | 1931 | 1936 | 1946 | 1954 |
| ---- | ---- | ---- | ---- | ---- | ---- | ---- | ---- | ---- |
| 224  | 220  | 218  | 197  | 202  | 222  | 175  | 179  | 171  |

| 1962 | 1968 | 1975 | 1982 | 1990 | 1999 | 2004 | 2006 | 2009 |
| ---- | ---- | ---- | ---- | ---- | ---- | ---- | ---- | ---- |
| 188  | 183  | 173  | 168  | 192  | 190  | 194  | 188  | 222  |

| 2014 | 2019 | 2022 | - | - | - | - | - | - |
| ---- | ---- | ---- | - | - | - | - | - | - |
| 254  | 261  | 259  | - | - | - | - | - | - |

## Culture locale et patrimoine

### Lieux et monuments
- Le Jardin de Bellevue a reçu le label « jardin remarquable ».
- La roseraie des roses de Normandie possède la plus grande collection de roses issues de Normandie ; ouverte au public, elle bénéficie du label CCVS (Conservatoire français des collections végétales spécialisées).
- Église Saint-Denis de Beuzeville-le-Giffard des XVIe et XVIIIe siècles.

### Héraldique
| Armes de Beaumont-le-Hareng | Les armes de la commune de Beaumont-le-Hareng se blasonnent ainsi : D'argent au mont de sinople surmonté de trois tourteaux de gueules mal ordonnés ; au chef d'azur chargé d'un hareng d'argent. Création Féliks Rynski d'Argence. |

### Personnalités liées à la commune
Maxime Paviot